# セル・ロティ

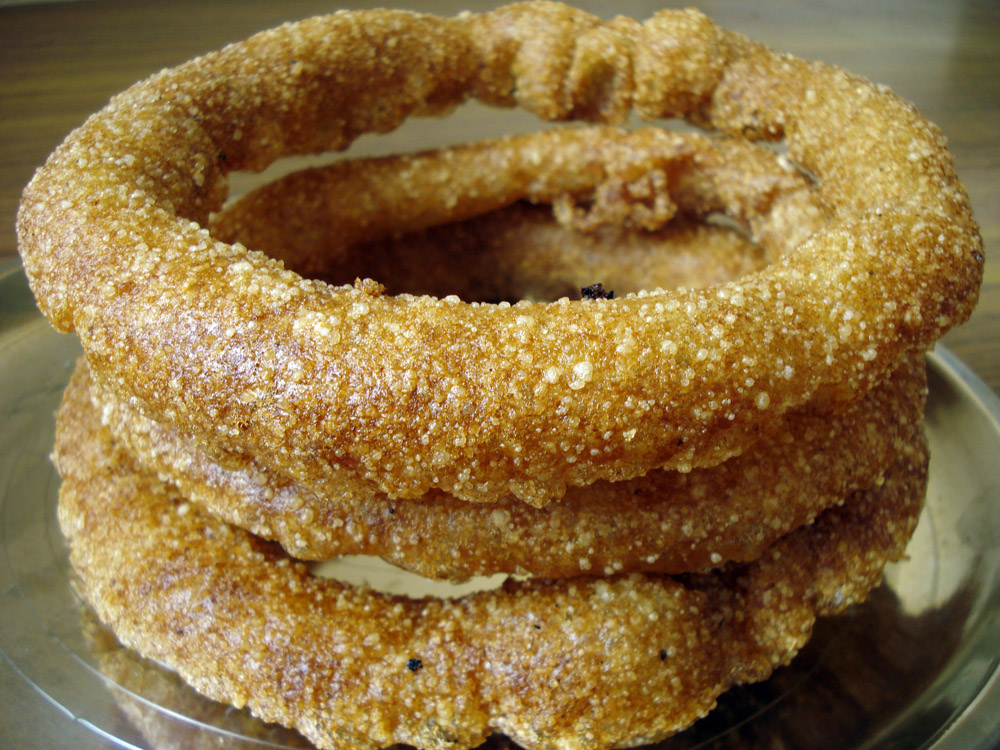
セル・ロティの例

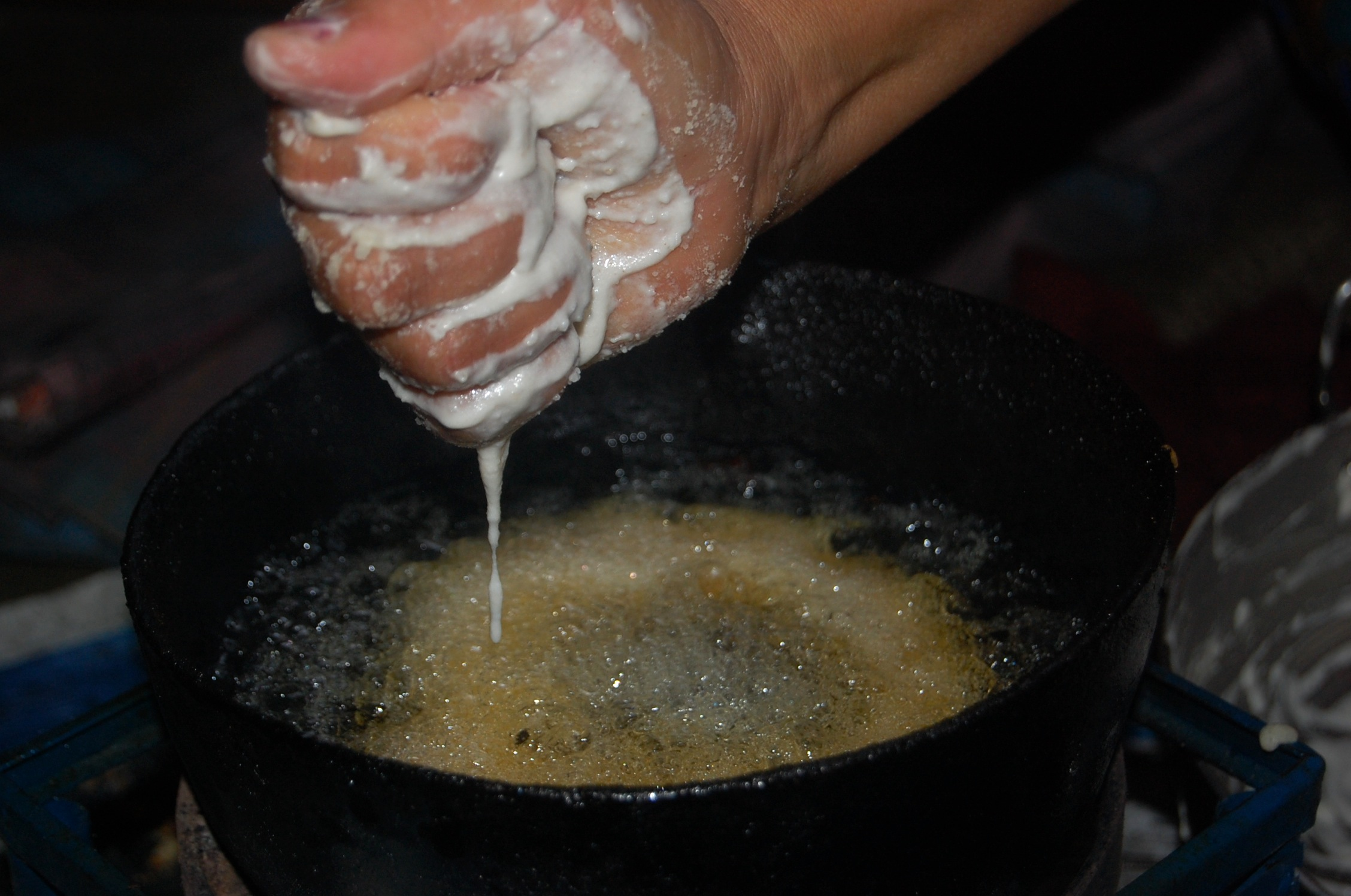
セル・ロティを作っているところ

セル・ロティ、セルロティ（ネパール語: सेल रोटी、英語: Sel roti）はネパールの菓子。水に浸した米を磨り潰し、円状（ドーナツ状）にして揚げた菓子である。日本で販売されているドーナツと比べると細い。
紅茶と共に朝食やおやつとして食べられるほか、「よい仕事をするには甘いものを食べる」とされていることから、結婚式でも食べられる。
作り方としては、米粉を水に溶いたものを熱した油に円を描くように注いで作るというのもある。